# Anne Bouillon
Anne Bouillon est une avocate française, du barreau de Nantes, née en 1972, spécialisée en droits des femmes. Elle est installée à Nantes.

## Famille
Née à Paris dans le onzième arrondissement en 1972, fille d'enseignants, Anne Bouillon est la petite nièce par alliance de Joséphine Baker et de son quatrième mari Jo Bouillon, elle est également la nièce du metteur en scène Gilles Bouillon et la cousine de l'acteur Bastien Bouillon.

## Carrière d'avocate et engagements
Anne Bouillon est inscrite au barreau de Nantes. Elle a prêté serment en janvier 2001 devant la cour d'appel d'Aix-en-Provence après être sortie major de sa promotion. Elle commence sa carrière à Marseille en droit des étrangers et des salariés avant de monter son propre cabinet à Nantes en 2003. Son engagement auprès de la défense de femmes victimes de violences conjugales, dont elle se spécialise et son implication dans les associations féministes la propulse sur le devant la scène,.
En 2019, la maire de Nantes Johanna Rolland l'inscrit sur sa liste en position non éligible. Le GQ (magazine) la compte en 2019 parmi « les 30 avocats les plus puissants de France » pour avoir obtenu plus de 100 000 euros pour une femme Nigériane acheminée en Europe à 16 ans, privée de nourriture, séquestrée, frappée et ayant subi plus de cent rapports sexuels contraints avant de dénoncer ses proxénètes. Cette affaire sera racontée dans le documentaire Juste Charity produit par Estelle Robin-You et réalisé par Floriane Devigne.
En 2023, elle est citée par Matthieu Aron dans son livre « Les grandes plaidoiries des ténors du barreau » qui relate le procès d’Edinson Valejo,.
En 2024, elle débat face à Caroline Fourest sur le sujet Me Too dans l'émission En Société sur France Télévisionet publie le livre Affaires de femmes.

## Association
Elle participe à la création de l'association Citad'elle à Nantes. Elle est également membre de l'association LesFameuses, organisation regroupant des femmes dirigeantes ou occupant des postes de hautes responsabilités à travers la France. En 2020, elle est élue Fameuse de l'année. En 2023, elle participe aux 250 ans du Grand Orient de France à Nantes en tant qu'intervenante aux côtés de Georges Sérignac et Pierre Mollier,.

## Vie privée
Anne Bouillon est mère d'un enfant et mariée à l'avocat pénaliste Franck Boëzec.

## Participations
- 2022 : Juste Charity documentaire de Floriane Devigne[21]
- 2023 : Anne Bouillon : Justice pour toutes ! documentaire de Dylan Besseau[22],[23]
- 2024 : Viol, défi de justice documentaire de Marie Bonhommet[24]
- 2024 : Les Femmes ne meurent pas par hasard roman graphique de Charlotte Rotman et Lison Ferné.

## Ouvrages
- 2024 : Affaires de femmes[25].